# Torre di Settimo
La torre di Settimo è un'antica struttura difensiva di Settimo Torinese, ultimo elemento superstite dello scomparso castello locale.

## Storia
Il castello, da tempo scomparso, e la relativa torre furono costruiti sul sito di un precedente fortilizio, noto solo per fonti d'archivio, probabilmente tra la fine del Trecento e l'inizio del Quattrocento. Planimetria e ambienti del castello di cui la torre faceva parte, tuttavia, non ci sono pervenuti.
Fonti quattrocentesche attestano che il complesso difensivo, in ogni caso, era assai ampio. Oltre al castello, esso comprendeva la "villa", o borgo, e il ricetto, uno schema frequente nel tardo Medioevo. Il borgo era dotato di fortificazioni perimetrali e fossati il cui tracciato è ancora oggi ricalcato delle moderne vie Antonino, Roosevelt, Mazzini, Astegiano e Matteotti, mentre a sud doveva essere parzialmente delimitato dalle strutture del castello. A ridosso di quest'ultimo, verso il borgo, sorgeva il ricetto, un'ulteriore struttura difensiva destinata a proteggere gli abitanti del luogo e i loro beni, servendo da rifugio e forse anche da ridotto militare.
Nei secoli successivi, l'importanza del borgo fortificato di Settimo si legò alla sorveglianza del tratto finale della strada del ducato di Savoia che, uscendo dalla porta Palatina di Torino, passava da Settimo per poi dirigersi a Milano (via publica peregrinorum et mercatorum, ossia "strada pubblica dei pellegrini e dei mercanti").
Nella seconda metà dell'Ottocento, la torre fu trasformata in residenza per conto di una ricca famiglia torinese. A ovest fu costruito un palazzo in stile liberty, mentre l'area del castello già distrutto era occupata da un giardino. La proprietà era chiamata "Villa Calma".
Nel 1912, il Comune di Settimo acquistò l'intera area, torre compresa, e nel 1922-23 vi edificò la nuova scuola, poi convertita nel 1983 in sede del municipio. I lavori di sopraelevazione dello stabile comportarono la distruzione di alcune caditoie della torre. Per iniziativa della Pro Loco e della Consorteria dei Gamberai, tra il 1975 e il 1976, il pittore Giulio Boccaccio decorò le pareti e il soffitto di un intero piano della torre con scene tratte dalla storia di Settimo, letta in chiave popolare.
Il restauro della torre ad opera dell'architetto Donatella D'Angelo e dell'adiacente palazzotto, si è concluso nel 2003; la torre è oggi adibita a più funzioni, ospitando cerimonie per matrimoni e conferenze in alcune sale, mentre altri spazi sono stati recuperati per la funzione espositiva.
Dal 2022 la Torre di Settimo stilizzata compare nelle divise da gioco del Baseball Club Settimo militante in serie A del campionato Italiano.